# Parafia św. Tekli w Wódce
Parafia pw. św. Tekli w Wódce – parafia rzymskokatolicka znajdująca się w Wódce. Należy do dekanatu Branice diecezji opolskiej.
Proboszczem parafii od 2011 roku jest ks. Michał Pieńkowski.

## Historia
Parafia należała pierwotnie do diecezji ołomunieckiej. W wyniku I wojny śląskiej w 1742 znalazła się na terenie Prus i tzw. dystryktu kietrzańskiego. W 1863 lokalia, formalnie podległa parafii w Nasiedlu, liczyła 676 katolików i jako jedna z nielicznych była czysto morawskojęzyczna (zobacz Morawcy). W 1972 powstała diecezja opolska, co zakończyło okres formalnej przynależności do archidiecezji ołomunieckiej.